# Illa Llarga (Bahames)
Long Island (Illa llarga, en anglès) és una illa de 596 km², a les Bahames,amb una població de 2.718 habitants segons cens de 2022. Dividida pel Tròpic de Càncer, l'illa té només quatre milles (6 km) d'ample, però s'estén per un tros de major longitud. Es troba a aproximadament 165 milles o 265 quilòmetres al sud-est de Nassau. Alguns dels principals assentaments són Clarence Town, que és la capital de l'illa, Hamilton, The Buckley, Scrub Hill, Simms, Salt Pond i Stella Maris. Illa Llarga és un dels districtes de les Bahames reconeguts com un dels més pintorescos de tot l'arxipèlag.

## Història
L'illa va ser originalment anomenada amb nom arahuac "Yuma". Va ser rebatejada "Fernandina" per Cristòfol Colom en el seu primer viatge el 1492. Hi ha proves arqueològiques que la tribu taína Lucaian vivia a Isla Llarga, com ho van fer en tota la cadena d'illes de Bahames. Després de la desaparició dels Lucaies, van ser portar com a esclaus a l'Espanyola i Cuba, des de llavors no hi va haver grans assentaments fins a l'arribada de nord-americans lleials a la Corona Britànica.
Els lleials a la Corona eren persones procedents principalment de Nova Anglaterra i Nova Jersey que van fugir de la Revolució Americana. Nombroses famílies es van assentar en l'època a l'Illa Llarga, cosa que va produir l'establiment d'algunes plantacions de cotó i altres activitats com la cria de bestiar i ovelles. Les plantacions van florir per només uns pocs anys i, en el moment de l'abolició de l'esclavitud el 1834, la majoria d'elles s'havia abandonat. Hi ha moltes ruïnes d'aquesta època avui en dia, la majoria de les quals són cobertes per la selva. També hi ha restes d'algunes de les cases construïdes després de l'esclavitud, que en general són petites i construïdes de pedra. Originalment, tenien sostres de palla, avui, la majoria són modernes. Els descendents d'aquestes famílies segueixen estant molt esteses a l'illa.

## Economia
L'economia es basa en el turisme, l'agricultura i la pesca. Els habitants cultiven els pèsols, blat de moro, plàtans i pinyes, i tenen petits animals com porcs, gallines, cabres i ovelles. Alguns s'utilitzen com bestiar per a l'exportació. Els turistes gaudeixen de la vela, pesca, busseig, snorkeling i del relaxar en platges i l'estudi del seu peculiar paisatge, que consisteix en turons escarpats i onades al llarg de la costa oriental de l'Atlàntic, amb aigües més tranquil·les a la costa oest.

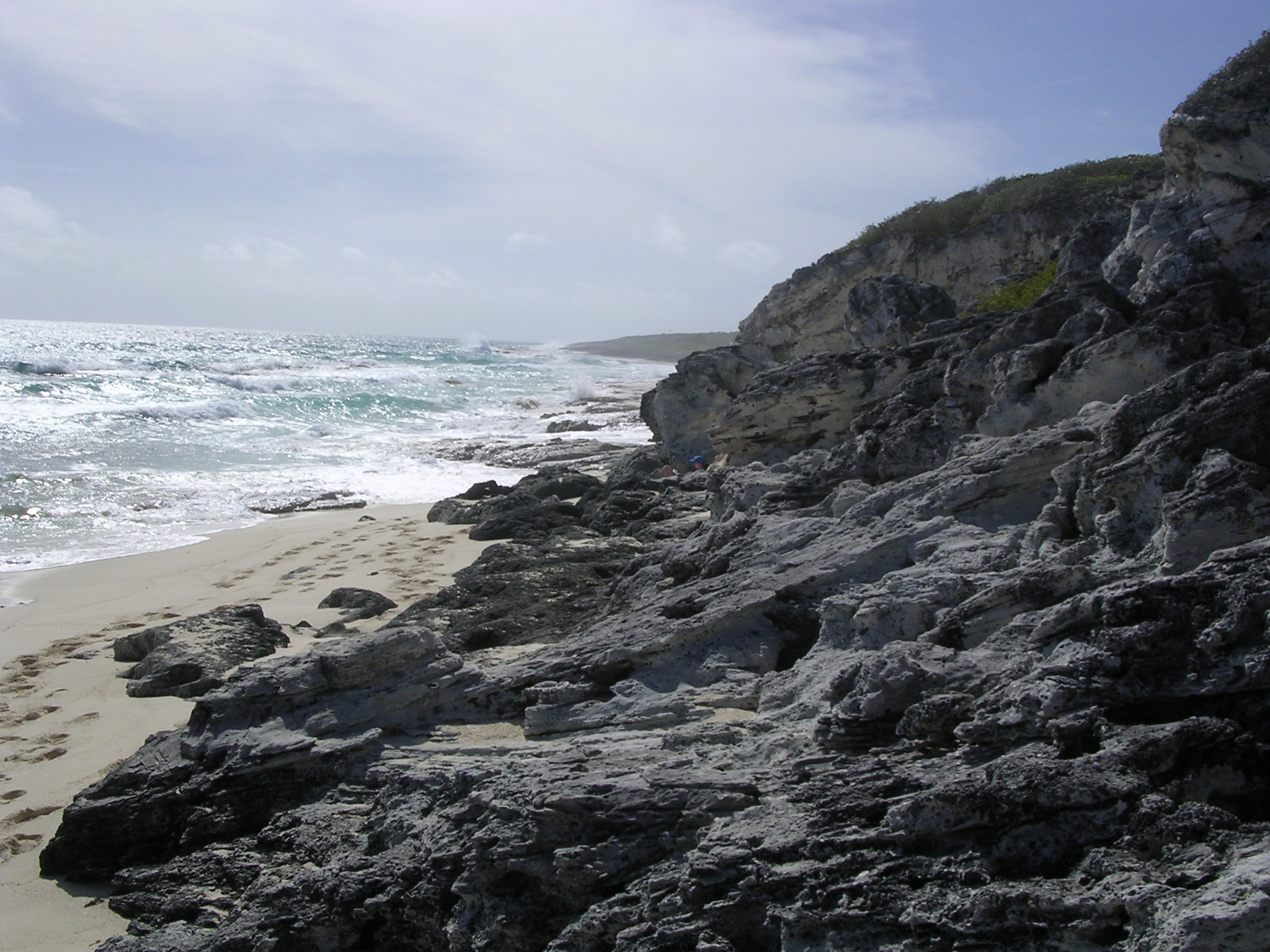
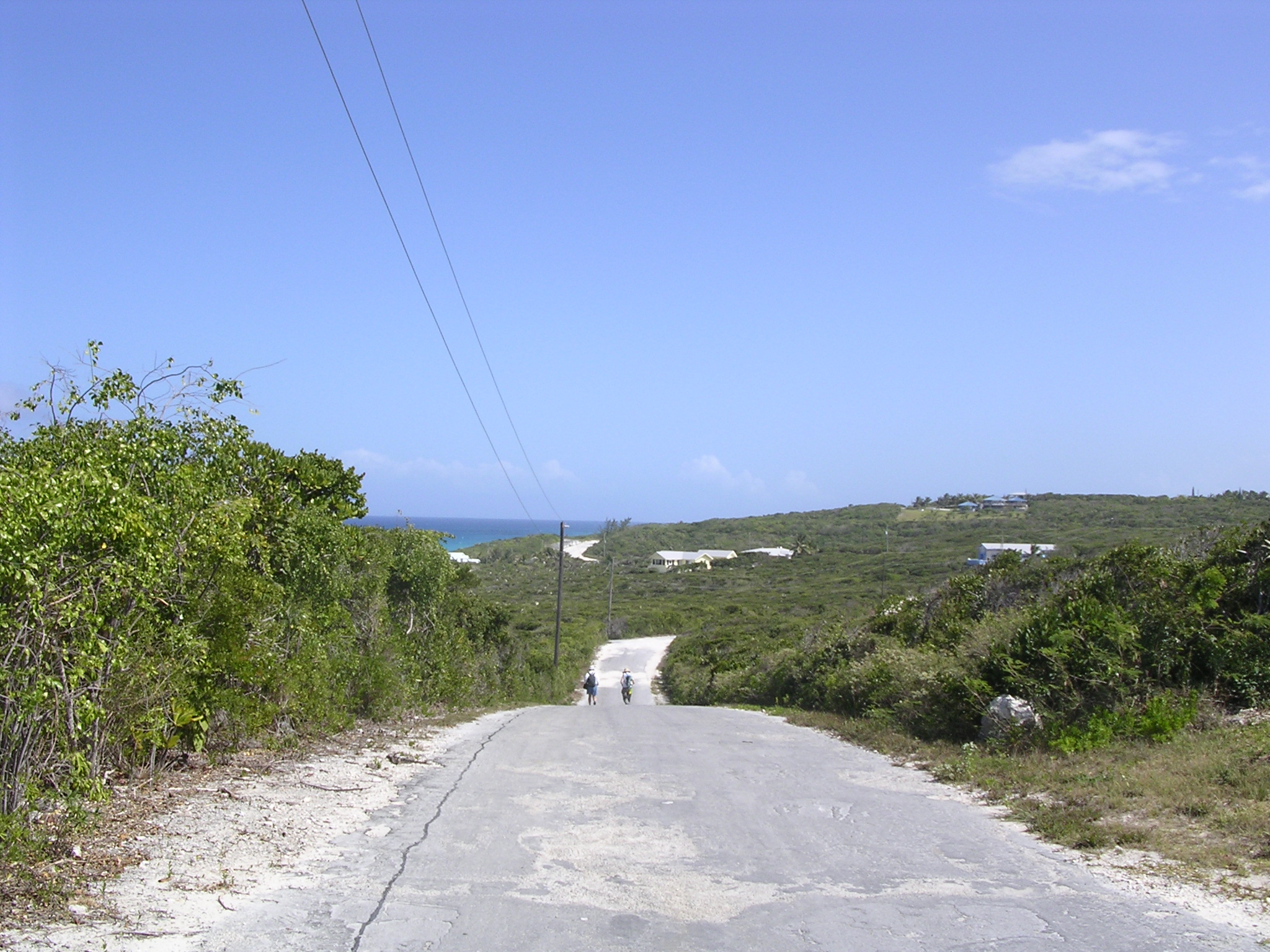
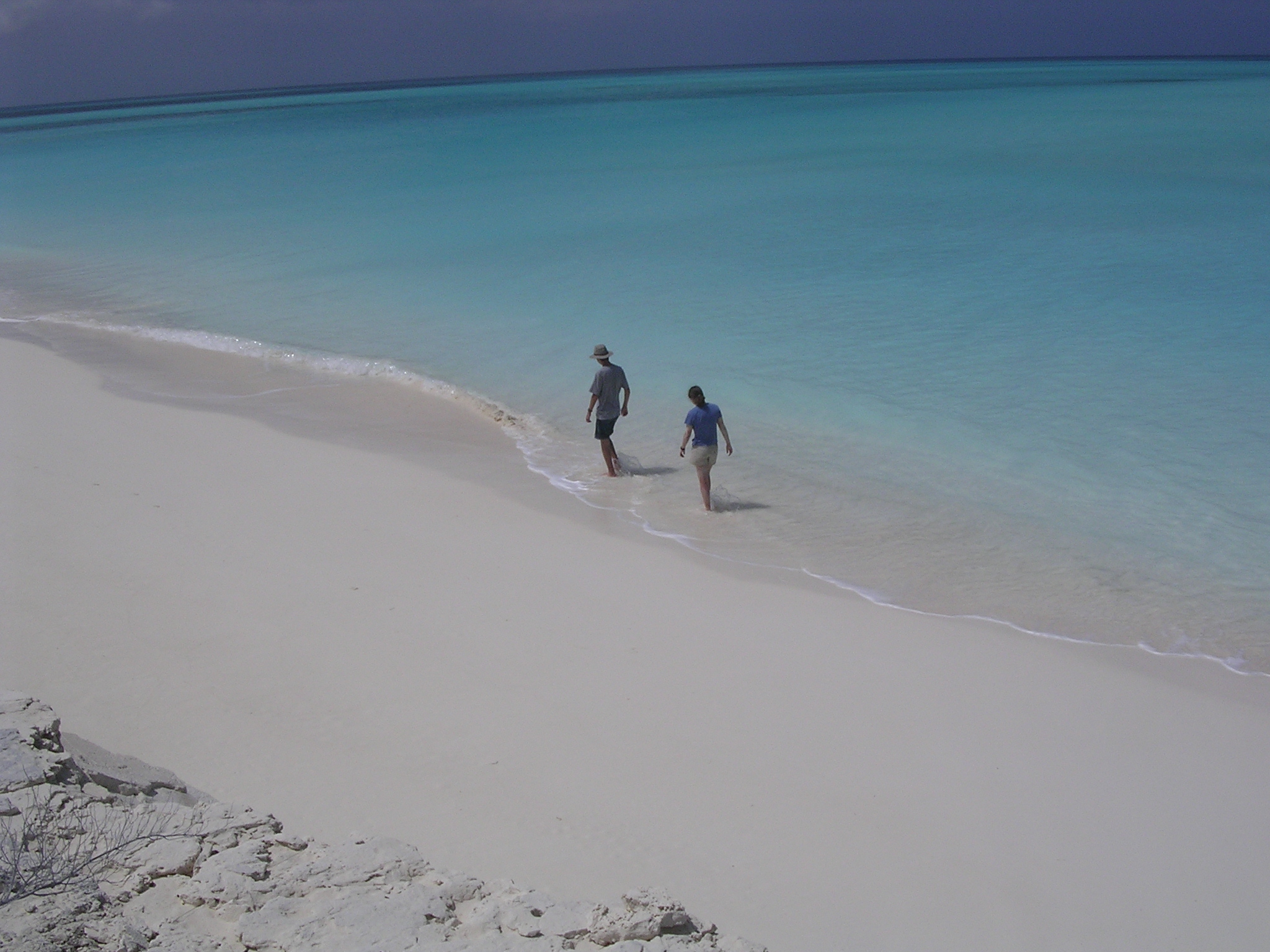
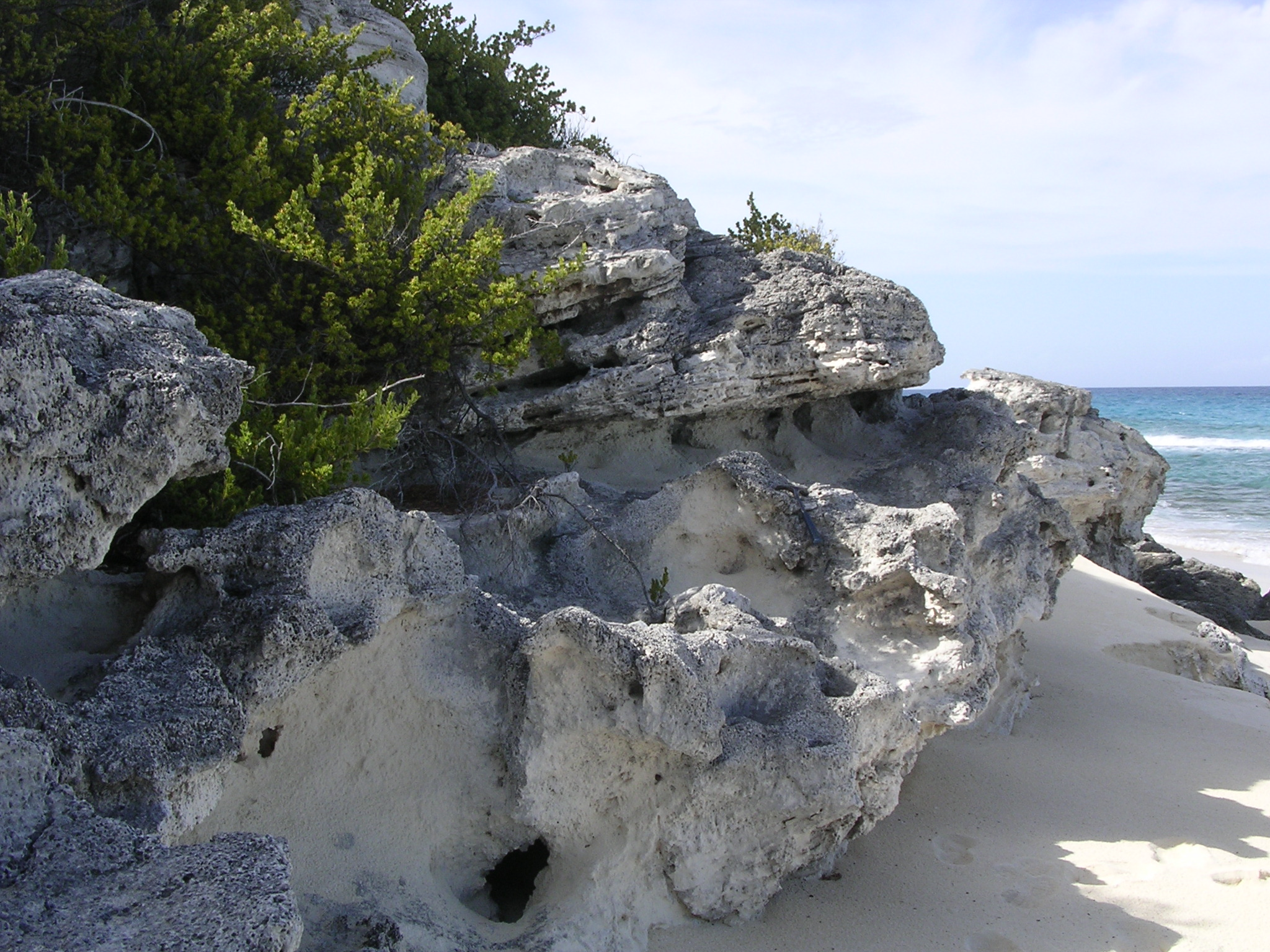
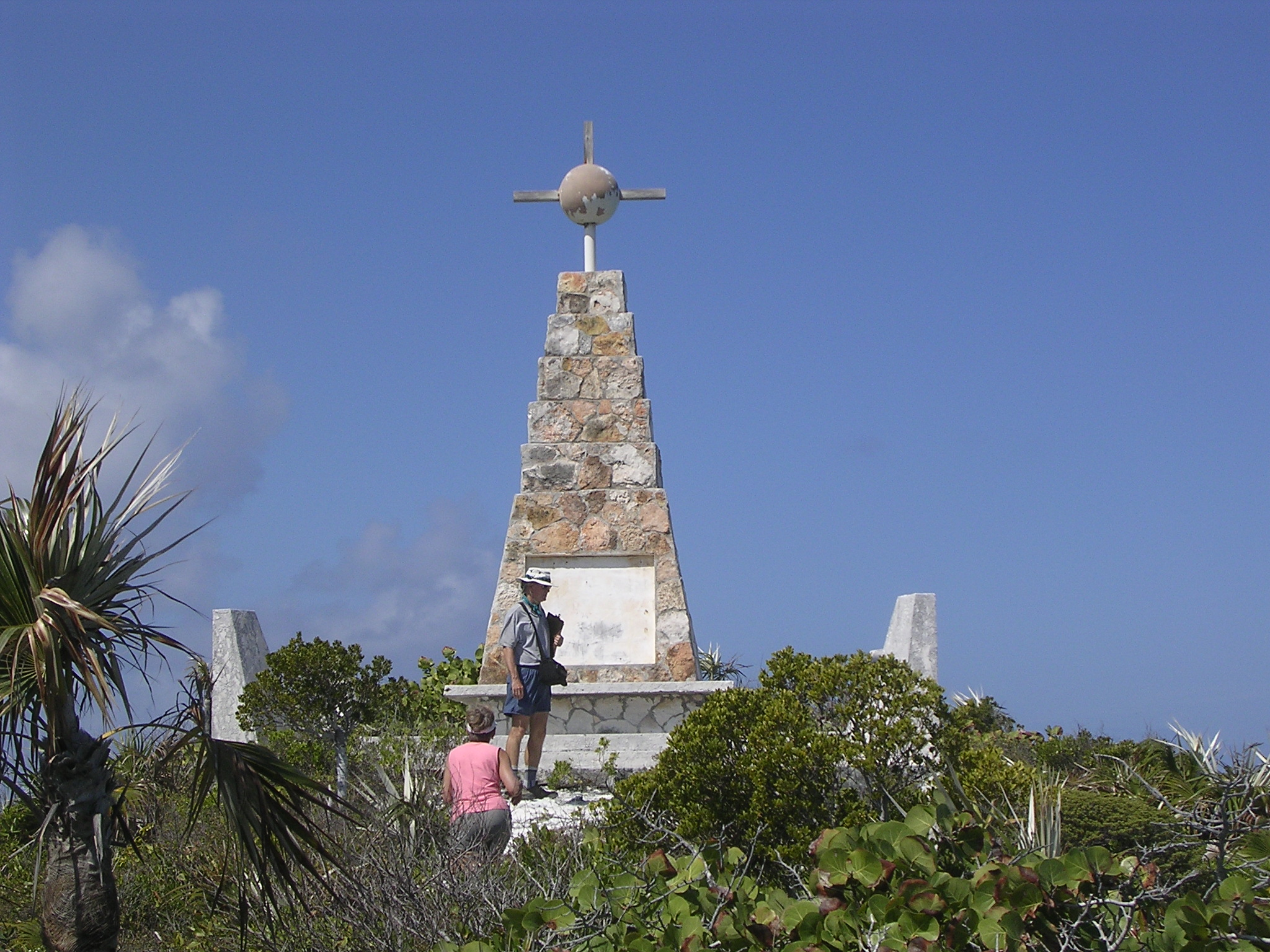